# Герцог де Валенсия-де-Кампос
Герцог де Валенсия-де-Кампос — испанский дворянский титул. Он был создан в 1387 году королем Кастилии Хуаном I для инфанта Жуана Португальского (1349—1397), сына короля Португалии Педру I и его метрессы Инес де Кастро. В его честь город Валенсия-де-Кампос был переименован в Валенсия-де-Дон-Хуан.

## Герцоги де Валенсия-де-Кампос
- Инфант Хуан Португальский (1349—1397), 1-й герцог де Валенсия-де-Кампос.

1. Супруга — Мария Теллеш де Менезеш, дочь Мартина Альфонсо Телу де Менезеша и Альдонсы Анес де Васконселос, сестра королевы Португалии Леонор Теллеш де Менезеш, супруги короля Португалии Фернанду I. В 1379 году была убита своим супругом Жуаном.
2. Супруга — Констанса Энрикес де Кастилия, внебрачная дочь короля Кастилии Энрике II и сеньоры де Альба-де-Тормес. Ему наследовала его дочь от второго брака:

- Мария де Португаль (1381 — ?), 2-я герцогиня де Валенсия-де-Кампос.

1. Супруг — Мартине Васкес де Акунья (1357—1417), 1-й граф де Валенсия-де-Дон-Хуан. Графский титул унаследовал их старший сын:

- Педро де Акунья и Португаль[исп.] (? — 1456), 2-й граф де Валенсия-де-Дон-Хуан.

1. Супруга — Леонор де Киньонес, вторая дочь сеньора де Луна и Марии де Толедо
2. Супруга — Хуана де Суньига. Ему наследовал его старший сын от первого брака:

- Хуан де Акунья и Португаль[исп.] (ок. 1420—1475), 3-й герцог де Валенсия-Кампос и 3-й граф де Валенсия-де-Дон-Хуан.

В 1465 году король Кастилии Энрике IV восстановил герцогский титул для Хуана де Акуньи и Португаля, 3-го графа де Валенсия-де-Дон-Хуан (правнука инфанта Жуана Португальского). Во время Войны за кастильское наследство Хуан де Акунья и Португаль находился на стороне Хуаны Бельтранехи, дочери короля Энрике IV, против сестры последнего, инфанты Изабеллы. В 1475 году замок Валенсия-де-Дон-Хуан был осажден и захвачен сторонниками Изабеллы Католички. Во время штурма замка дон Хуан де Акунья и Португаль погиб. После его смерти герцогский титул прекратил своё существование.